# Ferrari 499P
Der Ferrari 499P ist ein Prototyp, der 2022 bei Ferrari für Sportwagenrennen entwickelt wurde.

## Entwicklungsgeschichte und Technik
Als die Geschäftsleitung der Scuderia Ferrari im Februar 2021 die werkseitige Rückkehr in den Sportwagensport bekanntgab, war die Überraschung bei der Fachwelt und den interessierten Zuschauern groß. Ende 1973 beendete die Scuderia das Sportwagen-Engagement. Der zweite Rang von Jacky Ickx und Brian Redman im Ferrari 312PB beim 6-Stunden-Rennen von Watkins Glen 1973 war das letzte nennenswerte Ergebnis. Der zu Beginn der 1990er-Jahre bei Michelotto Engineering gefertigte Ferrari 333SP hatte nie einen Werkseinsatz.
Die Entwicklung des 499P folgte dem seit der Saison 2021 geltenden technischen Reglement der Hypercar-Klasse der FIA-Langstrecken-Weltmeisterschaft. Beim Fahrzeugnamen setzt sich die lange Ferrari-Tradition fort, die den Hubraum pro Zylinder in Kubikzentimetern angibt. 499 Kubikzentimeter pro Zylinder ergeben beim V-Sechszylindermotor einen Gesamthubraum von 2994 Kubikzentimeter. Das P steht wie gehabt für Prototyp. Der Motor ist eine Neuentwicklung. Dazu Ferraris GT-Designchef Ferdinando Cannizzo: „Es ist nicht derselbe Motor wie im Ferrari 296 GT3. Er verfügt über dieselbe Architektur wie der 296, aber er ist Teil der Fahrzeugstruktur. Das bedeutet, dass seine Struktur ganz anders designt werden muss. Ein V6 ist auf jeden Fall der richtige Weg, wenn man sich ansieht, wohin der Weg bei unseren Straßenfahrzeugen führt. Das war der natürliche Weg. Wir mussten auch keine Kompromisse eingehen: Ein V6 ist klein, leicht und kompakt. Das sorgt für Vorteile beim Packaging [Anm.: Gestaltung der Karosserie], der Gewichtsverteilung und beim Schwerpunkt.“ Der V6-Biturbo mit einem 120-Grad-Bankwinkel ist als tragendes Element ausgelegt und kommt ohne Hilfs- und Heckrahmen aus. Damit setzt auch Ferrari, wie die Konkurrenten von Toyota und Peugeot auf einen V6-Motor mit zwei Turboladern. Die durch den Bremsvorgang rekuperierte Energie speichert eine unter dem Fahrzeug montierte Batterie.
Ferrari nutzt bei der Aerodynamik die Vorteile des Hypercars gegenüber den LMDhs, die den Abtrieb auf den Hinterrädern vor allem über den vom Reglement detailliert vorgegebenen Heckflügel erreichen. Bei den Hypercars erzeugt der Unterboden den meisten Abtrieb und die Gestaltung des Heckflügels ist weniger strikt. Ferdinando Cannizzo: „Unser Ziel bestand darin, maximale Performance und optimale Reifennutzung über den Stint miteinander zu verbinden. Aus diesem Grund soll so viel Abtrieb wie möglich radnah erzeugt werden, gleichzeitig wollen wir den Luftwiderstand klein halten. Deshalb finden sich keine seitlichen Flaps vor dem Radhaus, und deshalb gibt es auch nur wenige Kühllufteinzüge und -austritte“.

## Renngeschichte

### 2023

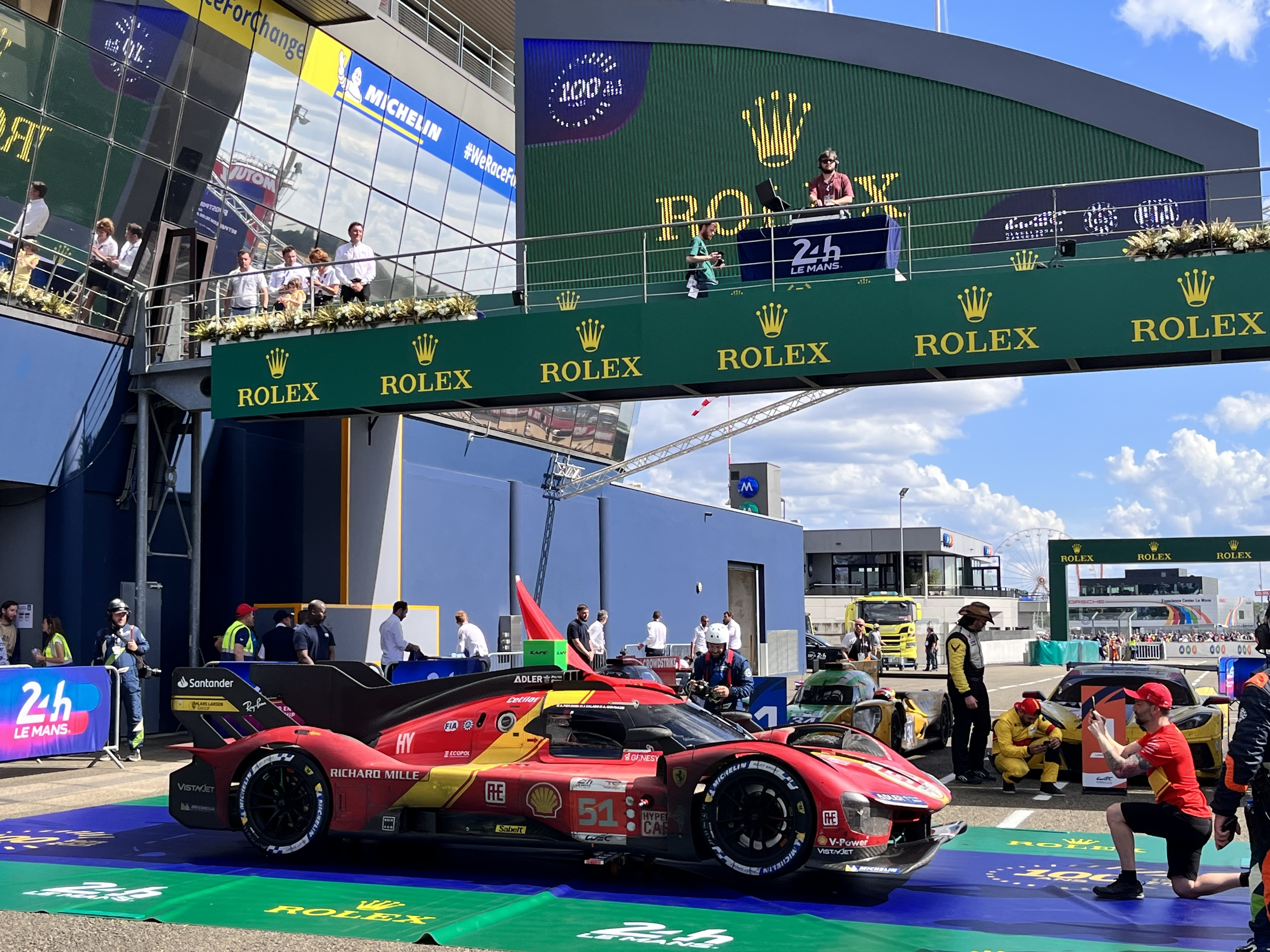
Der siegreiche 499 unter dem Siegerbalkon beim 24-Stunden-Rennen von Le Mans 2023

Die Einsätze in FIA-Langstrecken-Weltmeisterschaft ab 2023 übernahm AF Corse, das langjährige Partnerteam von Ferrari. Die Fahrer kamen aus dem bisherigen Ferrari- und AF-Corse-Werkskader. Das Fahrzeug mit der Nummer 50 steuerten Antonio Fuoco, Miguel Molina und Nicklas Nielsen. Den Wagen mit der Nummer 51 fuhren Alessandro Pier Guidi, James Calado und der ehemalige Alfa Romeo Racing Formel-1-Pilot Antonio Giovinazzi.
Vom Beginn der Saison weg war der 499P konkurrenzfähig, was sich bereits beim ersten Rennen in Sebring durch die Pole-Position von Antonio Fuoco zeigte. Nach dem dritten Platz beim 6-Stunden-Rennen von Spa-Francorchamps siegten Alessandro Pier Guidi, James Calado und Antonio Giovinazzi beim 24-Stunden-Rennen von Le Mans. Es war der erste Gesamtsieg für Ferrari in Le Mans seit 1965.

### 2024
2024 wiederholte sich der Gesamtsieg in Le Mans. Diesmal gewannen Antonio Fuoco, Miguel Molina und Nicklas Nielsen im Wagen mit der Startnummer 50.

## Statistik

### Einzelergebnisse in der FIA-Langstrecken-Weltmeisterschaft
| Saison | Team             | Startnummer | Fahrer                                                | 1   | 2   | 3   | 4   | 5   | 6   | 7   | 8   |
| ------ | ---------------- | ----------- | ----------------------------------------------------- | --- | --- | --- | --- | --- | --- | --- | --- |
| 2023   | Ferrari AF Corse | 50          | Antonio Fuoco Miguel Molina Nicklas Nielsen           | SEB | POR | SPA | LEM | MON | FUJ | BAH |     |
| 2023   | Ferrari AF Corse | 50          | Antonio Fuoco Miguel Molina Nicklas Nielsen           | 3   | 2   | DNF | 5   | 2   | 4   | 3   |     |
| 2023   | Ferrari AF Corse | 51          | James Calado Antonio Giovinazzi Alessandro Pier Guidi | SEB | POR | SPA | LEM | MON | FUJ | BAH |     |
| 2023   | Ferrari AF Corse | 51          | James Calado Antonio Giovinazzi Alessandro Pier Guidi | 15  | 6   | 3   | 1   | 5   | 5   | 6   |     |
| 2024   | Ferrari AF Corse | 50          | Antonio Fuoco Miguel Molina Nicklas Nielsen           | KAT | IMO | SPA | LEM | SAO | AUS | FUJ | BAH |
| 2024   | Ferrari AF Corse | 50          | Antonio Fuoco Miguel Molina Nicklas Nielsen           | 6   | 4   | 3   | 1   | 6   | 3   | 9   | 11  |
| 2024   | Ferrari AF Corse | 51          | James Calado Antonio Giovinazzi Alessandro Pier Guidi | KAT | IMO | SPA | LEM | SAO | AUS | FUJ | BAH |
| 2024   | Ferrari AF Corse | 51          | James Calado Antonio Giovinazzi Alessandro Pier Guidi | 12  | 7   | 4   | 3   | 5   | DNF | DNF | 14  |
| 2024   | AF Corse         | 83          | Robert Kubica Ye Yifei Robert Schwarzman              | KAT | IMO | SPA | LEM | SAO | AUS | FUJ | BAH |
| 2024   | AF Corse         | 83          | Robert Kubica Ye Yifei Robert Schwarzman              | 4   | 8   | 8   | DNF | 11  | 1   | 12  | 8   |
| 2025   | Ferrari AF Corse | 50          | Antonio Fuoco Miguel Molina Nicklas Nielsen           | KAT | IMO | SPA | LEM | SAO | AUS | FUJ | BAH |
| 2025   | Ferrari AF Corse | 50          | Antonio Fuoco Miguel Molina Nicklas Nielsen           | 1   | 15  | 2   | DNF | 12  |     |     |     |
| 2025   | Ferrari AF Corse | 51          | James Calado Antonio Giovinazzi Alessandro Pier Guidi | KAT | IMO | SPA | LEM | SAO | AUS | FUJ | BAH |
| 2025   | Ferrari AF Corse | 51          | James Calado Antonio Giovinazzi Alessandro Pier Guidi | 3   | 1   | 1   | 3   | 11  |     |     |     |
| 2025   | AF Corse         | 83          | Robert Kubica Ye Yifei Philip Hanson                  | KAT | IMO | SPA | LEM | SAO | AUS | FUJ | BAH |
| 2025   | AF Corse         | 83          | Robert Kubica Ye Yifei Philip Hanson                  | 2   | 4   | 30  | 1   | 8   |     |     |     |